# St. Burkard (Geiselwind)

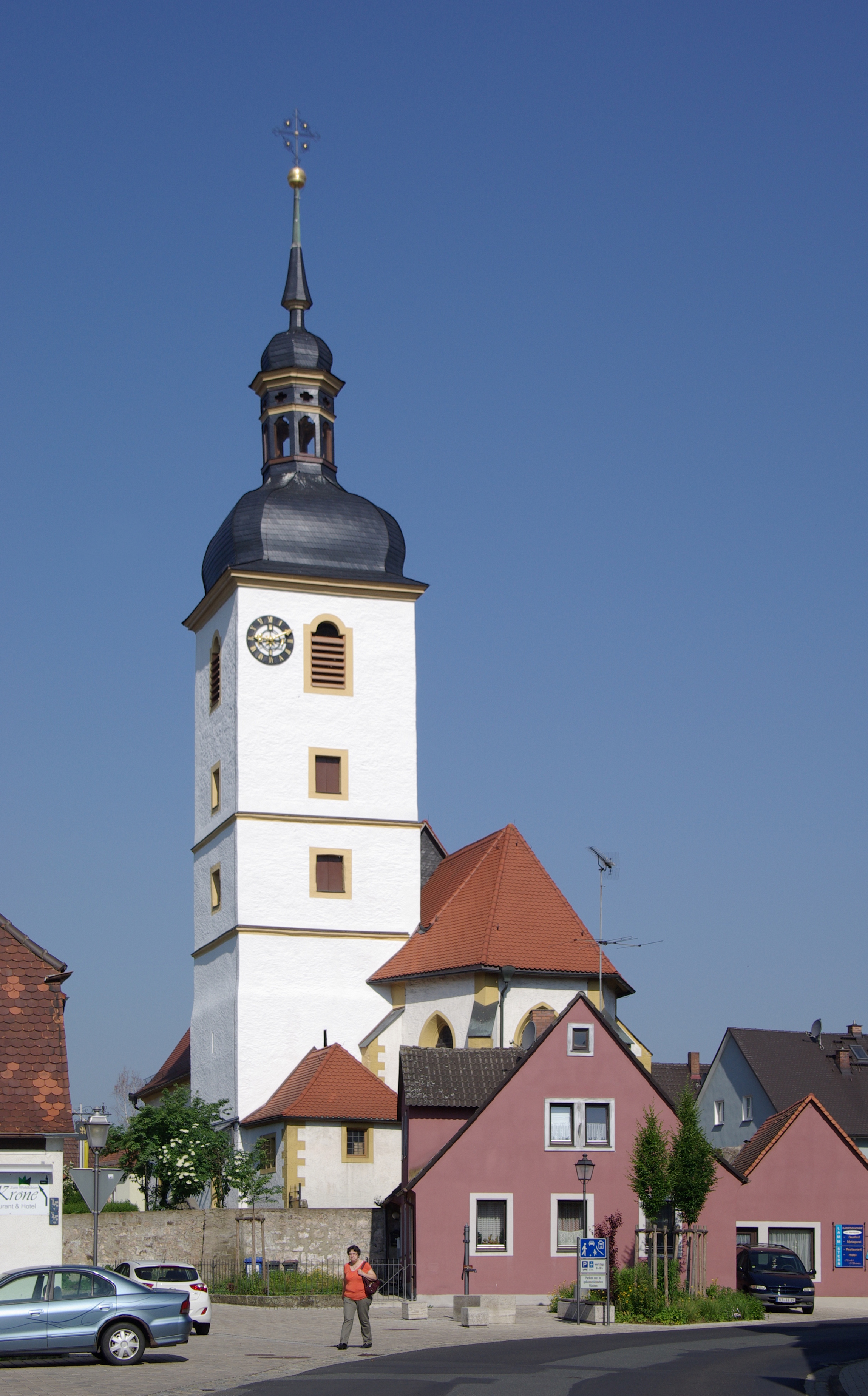
Die Kirche in Geiselwind

Die Pfarrkirche St. Burkard (ursprünglich St. Burkard und St. Laurentius) ist das katholische Gotteshaus im unterfränkischen Markt Geiselwind im Landkreis Kitzingen. Die Kirche steht an der Ecke Schlüsselfelder Straße und Kirchplatz inmitten des Hauptortes der Gemeinde.

## Geschichte
Die Geschichte der Burkardskirche ist eng mit der des Dorfes verbunden. In der ersten Hälfte des 9. Jahrhunderts ließ im Ebrachgrund Kaiser Karl der Große mehrere Holzkirchen errichten, um die Christianisierung in der Region weiter voranzutreiben. Auch in Geiselwind entstand ein solches Gotteshaus. Die Kirche konnte im Jahr 825 vollendet werden. In einer Urkunde wird sie von Bischof Wolfgar von Würzburg erwähnt.
Die Holzkirche wurde um 1050 durch eine romanische Steinkirche ersetzt. Lediglich ein Türsturz aus dieser Zeit hat sich erhalten. Zunächst hatte die Kirche keinen Chor, erst um 1240 wurde der heute noch erhaltene gotische Chor an die Ostseite der Burkardskirche angebaut. Gleichzeitig erhielt das Gotteshaus einen Wehrturm aus Stein. Etwa einhundert Jahre später, 1334, war Geiselwind Sitz eines Pfarrers. Zuvor war der Ort Teil der Pfarrei Iphofen.
Während des Bayerischen Krieges zwischen 1459 und 1463 wurde Geiselwind von den Truppen des Markgrafen Albrecht Achilles belagert. Dabei wurde die Kirche schwer beschädigt. Erst im 16. Jahrhundert konnte das Gotteshaus wieder vollständig renoviert werden. Inzwischen waren die Herren von Schwarzenberg ab 1503 mit dem Patronatsrecht ausgestattet worden. Die Grafen führten bald die Reformation in ihrem Gebiet ein, und Geiselwind wurde kurzzeitig protestantisch.
Im Jahr 1521 konnte das Langhaus fertiggestellt werden und die Kirche war nach den Verheerungen des Krieges wieder hergestellt. Mit Ludwig von Schwarzenberg wurde das Adelsgeschlecht wieder katholisch, und Geiselwind wechselte 1627 erneut die Konfession. Nach dem Dreißigjährigen Krieg, in dem Geiselwind weitgehend von Zerstörungen verschont geblieben war, konnte der Turm erhöht werden. Er beherrscht mit seinen 43 Metern das Ortsbild.
Nach der letzten Pestwelle im Jahr 1714 richtete die Gemeinde einen Gelöbnisfeiertag am 2. Januar ein. Am Fest des heiligen Sebastian gedachte man mit einer Bittprozession der vielen Opfer der Krankheit. 1732 erhielt der Turm mit der Errichtung der Kuppel sein heutiges Aussehen. Im Jahr 1811 wurde Geiselwind Teil des Erzbistums Bamberg. Die Burkardskirche ist vom Bayerischen Landesamt für Denkmalpflege als Baudenkmal eingeordnet, unterirdische Reste von Vorgängerbauten werden als Bodendenkmal geführt.

## Architektur

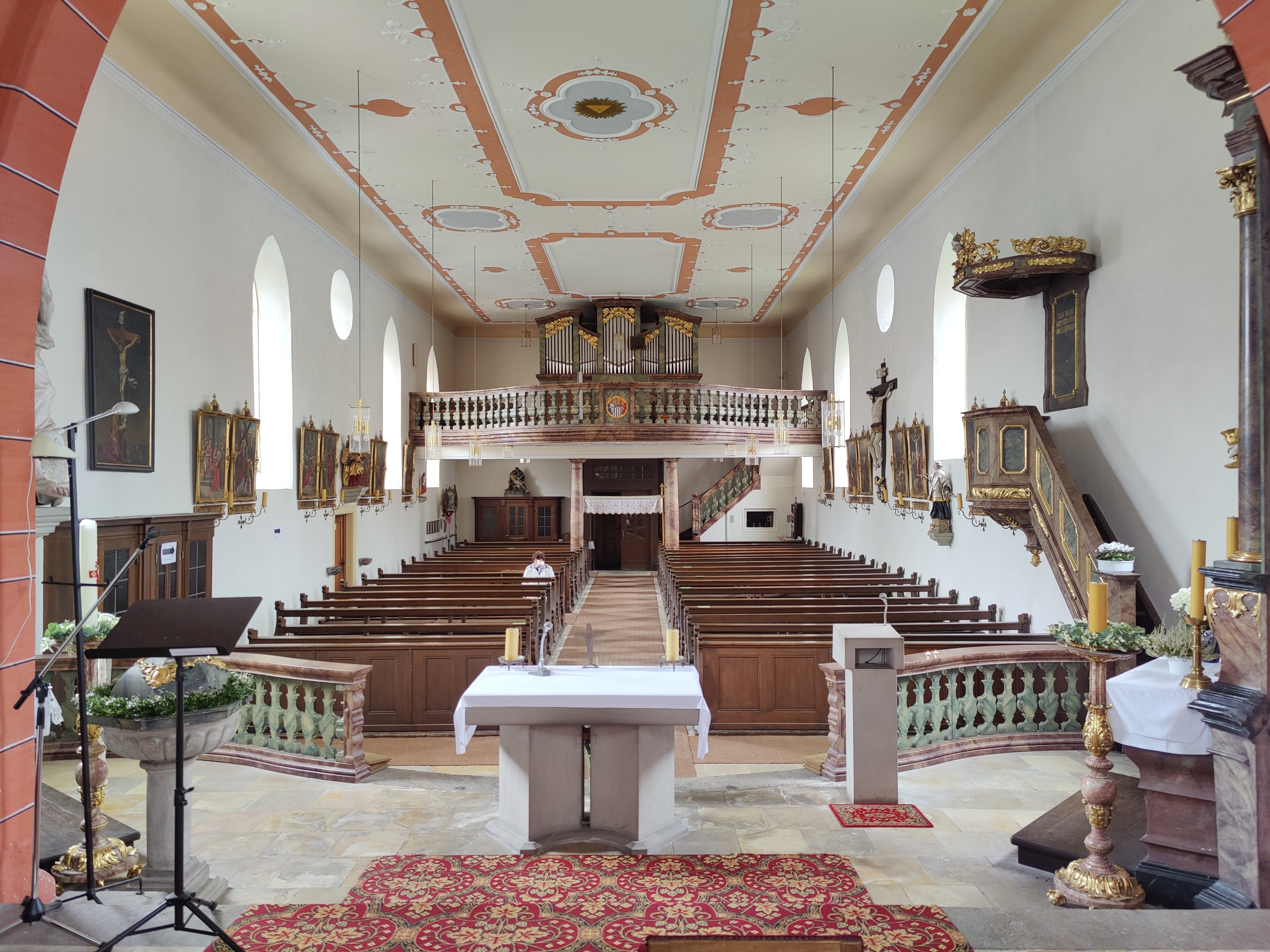
Innenraum, Blick nach Osten

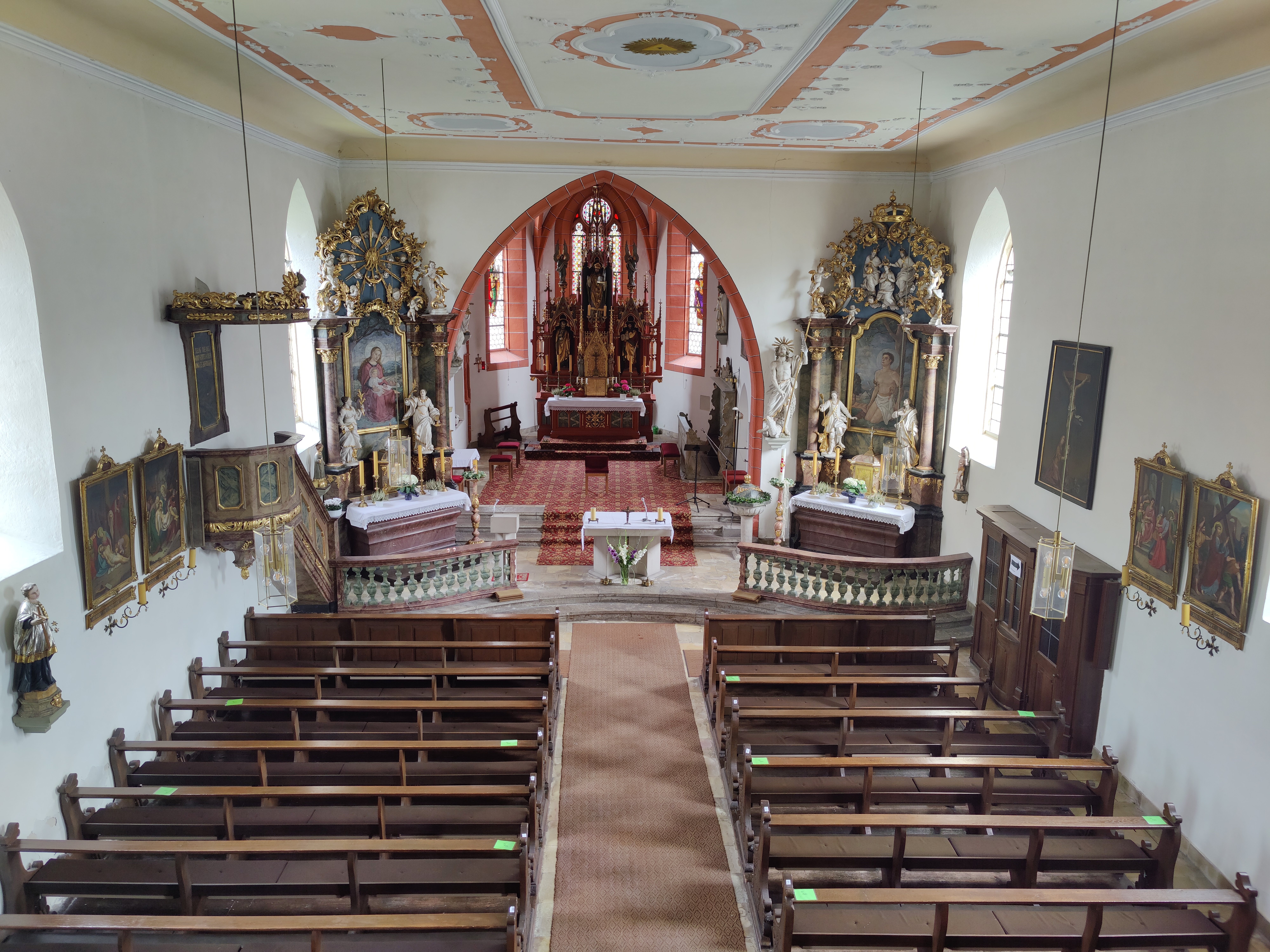
Innenraum, Blick nach Westen

Die Kirche präsentiert sich als großer Saalbau mit eingezogenem Chor. Südlich vom Chor wurde der hohe Turm angebracht. Der Chor wurde um fünf Säulen erhöht und nimmt eine Fläche von zwei Jochen ein. Er schließt an drei Seiten ab und wurde mit einem Kreuzrippengewölbe verziert. Das Langhaus ist im Inneren flachgedeckt. Es konnte im 18. Jahrhundert stuckiert werden. Insgesamt gliedern vier Fensterachsen das Langhaus.

## Ausstattung
Die Geiselwinder Kirche besitzt nur sehr wenige Ausstattungsstücke aus dem 18. Jahrhundert. Dazu gehören die Seitenaltäre vom Dettelbacher Künstler Johann Michael Becker. Das Altarblatt mit Maria und dem Kind des Marienaltars auf der linken Seite rahmen zwei Heiligenfiguren der Äbtissin Thekla und der heiligen Barbara ein. Es wurde erst 1934 vom Maler J. Bergmann geschaffen. Das Blatt des rechten Sebastiansaltars, ebenfalls 1934 gemalt, zeigt die Sebastiansmarter und wird von den Figuren der Heiligen Isidor und Wendelin flankiert.
Der Chorstuhl stammt aus dem Jahr 1769. Er verweist mit dem Wappen der Fürsten von Schwarzenberg auf die Geschichte der Kirche. An der linken Chorwand hat sich ein Steintabernakel mit dem heiligen Johannes dem Evangelisten und ein Gemälde des heiligen Antonius erhalten. Links und rechts rahmen die Figuren der Maria und Jesus den Chor ein. 1985 kam der Volksaltar ins Kircheninnere.
Der Chor wird vom mächtigen Hochaltar dominiert. Er entstand im Jahr 1899 und wurde vom Würzburger Künstler Ludwig Zink geschaffen. Drei Figuren von Matthäus Schiestl sind auf dem Altar gruppiert. Links und rechts rahmen die Apostel Petrus und Paulus den Kirchenpatron St. Burkard ein. Ursprünglich war 1765 der ehemalige Hochaltar des Kartäuserklosters Ilmbach in der Kirche aufgestellt worden.
Die Orgel auf der Empore wurde von August Ferdinand Bittner aus Nürnberg erbaut. Das mechanische Kegelladeninstrument besitzt 12 Register, die sich auf zwei Manuale und Pedal verteilen.
Im Langhaus steht eine große Figur des Täufers Johannes. Er deutet auf den Taufstein vor ihm. Die Kanzel auf der linken Langhausseite ist reich marmoriert. Im Langhaus befinden sich außerdem ein großes Kruzifix und eine weitere Figur des Pestheiligen Sebastian. Vom Münchner Künstler Franz Krombach stammt der vierzehnteilige Kreuzweg aus dem Jahr 1887, der erst 1976 von der Gemeinde erworben wurde. Die Gemeinde besitzt außerdem eine große Sammlung sogenannter Zunftstangen.

## Pfarrer (Auswahl)
| Name                | Amtszeit  | Anmerkungen |
| ------------------- | --------- | --- |
| Adam Bezold         | 1857      | |
| Konrad Vasold       | 1857–1867 | |
| Johann Neppenbacher | 1867–1881 | |
| Gottlieb Hutzler    | 1881      | |
| Ludwig Sattler      | 1881–1884 | doppelt besetzt, zusammen mit Johann Eichenmüller |
| Johann Eichenmüller | 1881–1895 | doppelt besetzt, zusammen mit Ludwig Sattler bis 1884 und Anton Birkner |
| Anton Birkner       | 1884–1911 | doppelt besetzt, zusammen mit Johann Eichenmüller bis 1895, Heinrich Dörgens bis 1898, Michael Kunz bis 1900, Felix Stolz bis 1902, Karl Scheidel 1902, Franz Langenbach bis 1904, Johann Schmidt bis 1906, Hermann Dreschner 1906, Johann Will bis 1908, Josef Wagner 1908, Karl Sauer bis 1909, Ludwig Leitner 1909, Josef Bausewein |
| Heinrich Dörgens    | 1897–1898 | doppelt besetzt, zusammen mit Anton Birkner |
| Michael Kunz        | 1889–1900 | doppelt besetzt, zusammen mit Anton Birkner |
| Felix Stolz         | 1901–1902 | doppelt besetzt, zusammen mit Anton Birkner |
| Karl Scheidel       | 1902      | doppelt besetzt, zusammen mit Anton Birkner |
| Franz Langenbach    | 1902–1904 | doppelt besetzt, zusammen mit Anton Birkner |
| Johann Schmidt      | 1904–1906 | doppelt besetzt, zusammen mit Anton Birkner |
| Hermann Dreschner   | 1906      | doppelt besetzt, zusammen mit Anton Birkner |
| Johann Will         | 1906–1908 | doppelt besetzt, zusammen mit Anton Birkner |
| Josef Wagner        | 1908      | doppelt besetzt, zusammen mit Anton Birkner |
| Karl Sauer          | 1908–1909 | doppelt besetzt, zusammen mit Anton Birkner |
| Ludwig Leitner      | 1909      | doppelt besetzt, zusammen mit Anton Birkner |
| Josef Bausewein     | 1909–1911 | doppelt besetzt, zusammen mit Anton Birkner |
| Adolf Amrhein       | 1911–1924 | |
| Karl Brust          | 1924–1945 | doppelt besetzt, zusammen mit Adolf Schlereth 1938 |
| Adolf Schlereth     | 1938      | doppelt besetzt, zusammen mit Karl Brust |
| Georg Jäger         | 1945      | |
| Karl Sohm           | 1945–1946 | |
| Johann Tremel       | 1946–1957 | |
| Paul Meindl         | 1957      | |
| Günther Türl        | 1957–1962 | |
| Johann Will         | 1962–1963 | doppelt besetzt, zusammen mit Walter Brandmüller |
| Walter Brandmüller  | 1962–1963 | doppelt besetzt, zusammen mit Johann Will, später Kardinal |
| Hans Wich           | 1963–1967 | |
| Paul Schubert       | 1967      | |
| Willi Durmann       | 1967–1980 | |
| Andreas Zelazny     | 1980      | Erste Amtszeit |
| Siegfried Schrauder | 1980–1986 | |
| Andreas Zelazny     | 1986–1997 | Zweite Amtszeit |
| Richard Dabek       | 1997–2007 | später Pfarrer in Zeyern |